# Niccolò Fieschi
Niccolò Fieschi (1456 - 15 de junho de 1524) foi um cardeal italiano, Decano do Colégio dos Cardeais por alguns dias.

## Biografia
De uma família nobre genovesa, dos condes de Lavagna, era o quinto de onze filhos de Giacomo Fieschi e Selvaggia Fieschi de Caneto. Era irmão de Santa Catarina Fieschi. Após retirar o doutorado utroque iure de direito civil e canônico, é nomeado embaixador de Gênova na França.

## Vida religiosa
Eleito bispo de Toulon em 12 de setembro de 1484, não chega a tomar posse e se tornou reitor e sacristão de Toulon em 27 de novembro de 1484. Transferido para a Sé de Fréjus em 14 de outubro de 1485, entretanto, renunciou à diocese antes de tomar posse. Transferido para a sé de Agde em 22 de outubro de 1488. O Papa Inocêncio VIII pretendia criá-lo cardeal, mas a promoção nunca ocorreu. Transferido novamente para a diocese de Fréjus em 15 de fevereiro de 1495, celebrou um sínodo diocesano e renunciou em 5 de novembro de 1511, em favor de seu sobrinho Urbano Fieschi, que morreu em 23 de janeiro de 1524, diante do cardeal. Finalmente foi promovido ao cardinalato, a pedido do rei Luís XII da França.

## Cardinalato
Criado cardeal-diácono no consistório realizado em 31 de maio de 1503, pelo Papa Alexandre VI, sendo seu nome publicado em 2 de junho e recebendo o barrete cardinalício e a diaconia de Santa Lúcia em Septisolio em 12 de junho. Nomeado administrador apostólico da Sé de Agde em 28 de novembro de 1504, ocupou o cargo até sua morte. Passa para a ordem dos cardeais-presbíteros com o título de Santa Priscila em 5 de outubro de 1506. Acompanha o Papa Júlio II e arquiteto Bramante ao local de construção da nova Basílica Vaticana em 12 de abril de 1507.
Administrador da Sé de Sénez, 1507-1509. Foi com o Papa para Ancona, em setembro de 1510 para tentar negociar com os franceses, mas foi rejeitado. Nomeado administrador da sé metropolitana de Embrun, 12 de outubro de 1510, renunciou ao cargo em 5 de julho de 1518. Em agosto de 1511, durante a doença do Papa Júlio II, ele foi mencionado como um possível sucessor. Em 19 de março de 1513, ele recebeu do novo papa a faculdade de dispor de seus benefices livremente, bem como vários novos na França, Espanha e Itália. Nomeado administrador da Sé de Toulon, em 8 de janeiro de 1514, renunciou ao cargo em 30 de julho de 1515. Em dezembro de 1515, ele recebeu o rei Francisco I da França na fronteira dos Estados Pontifícios. Nomeado arcebispo de Ravenna, em 1516, o papa escreveu-lhe sobre a recuperação dos bens da arquidiocese. Renunciou à Sé em novembro de 1517 em favor de seu sobrinho Urbano. Em janeiro ou fevereiro de 1517, foi nomeado administrador da Sé de Andria, renunciou o cargo no mês seguinte de novembro, em favor de seu parente Gianfrancesco Fieschi. Administrador da Sé de Umbriatico em 1517 até 20 de março ou 12 de setembro de 1520. Em 4 de novembro de 1517, foi nomeado membro de uma comissão de cardeais para a guerra contra os turcos.
Passa para a ordem dos cardeais-bispos e assume a sé suburbicária de Albano em 5 de fevereiro de 1518, ainda retém in commendam o título de Santa Priscila até sua morte. Administrador da Sé de Toulon em 3 de setembro de 1518 até sua morte. Ele foi colocado no comando do processo de canonização de Francisco de Paula, que foi canonizado em 1 de maio de 1519. Passa para a suburbicária de Sabina em 24 de julho de 1521. Em janeiro de 1523, ele fazia parte de uma congregação de seis cardeais para rever as novas funções estabelecidas pelo Papa Leão X na Cúria Romana. No consistório de 29 de julho de 1523, ele se opôs a um projeto de aliança entre os estados italianos contra a França. Transferido para a Sé de Porto e Santa Rufina em 18 de dezembro de 1523. Em 20 de maio de 1524, assume a suburbicária de Ostia–Velletri, sé do decano do Sacro Colégio dos Cardeais.
Morreu em 15 de junho de 1524, em Roma. Jaz na igreja de Santa Maria del Popolo.

## Conclaves
- Conclave de setembro de 1503 - participou da eleição do Papa Pio III
- Conclave do outono de 1503 - participou da eleição do Papa Júlio II
- Conclave de 1513 - participou da eleição do Papa Leão X
- Conclave de 1521–1522 - participou da eleição do Papa Adriano VI
- Conclave de 1523 - participou da eleição do Papa Clemente VII